# Derek Ian Damgaard
Derek Ian Damgaard (født 7. december 1971) er en dansk officer, der er ansat i Forsvaret, og den, der sidst er blevet tildelt Den kongelige belønningsmedalje for tapperhed.

## Tildeling af medaljen
Derek Ian Damgaard var udsendt til Kroatien, som sergent, mens han gjorde tjeneste ved UNPROFOR.
Under en patrulje, hvor han var sammen med MP'ere fra Danmark og Frankrig, blev patruljen udsat for en mineeksplosion, hvor han selv blev såret.
På trods af de skader han pådrog sig og at der var risiko for flere eksplosioner, valgte han at ignorere dem og yde førstehjælp til de øvrige sårede, hvilket var med til at redde alle patruljemedlemmernes liv.
Da han kom hjem til Danmark blev han, med tilladelse fra dronning Margrethe 2., tildelt Den kgl. belønningsmedalje, med inskriptionen Kroatien 1993, som bevis for sin dåd.

## Senere karriere
På trods af sine oplevelser og skader i Kroatien har Derek Damgaard fortsat sin karriere i militæret. Efter at han kom hjem fra sin udstationering ansøgte han om, og blev optaget på, officersuddannelsen. Efter endt uddannelse blev han udnævnt til premierløjtnant.
Da Hæren nedlagde sin FN-afdeling blev dennes fane, ved en parade, afleveret til dronning Margrethe 2. af ham.
I 2007 gjorde han tjeneste ved forsyningstropperne og har opnået graden kaptajn.